# Tage af Klercker
Jonas Tage Alarik af Klercker, född den 5 september 1874 i Kristianstad, död den 20 januari 1966 i Vadsbro församling i Södermanlands län, var en svensk militär.

## Biografi
Efter mogenhetsexamen i Kristianstad 1893 var af Klercker elev vid krigsskolan på Karlberg 1894–95, blev underlöjtnant vid Svea livgarde 1895, löjtnant av andra klassen där 1897, var elev vid Krigshögskolan 1898–1900, elev vid infanteriskjutskolan på Rosersberg 1902, blev löjtnant av första klassen vid regementet 1903, var regementsadjutant 1903–06, blev kapten i Svea livgarde 1905, var Kungl. Maj:ts ombud i styrelsen för Stockholms skytteförbund 1906–1915, regementskvartermästare 1906–1909 och adjutant hos konungen 1909–1926. Han blev kapten av första klassen 1911, var elev vid infanteriskjutskolans på Rosersberg kompanichefskurs 1912, andre lärare i fältmässig skjutning där 1913–1914, adjutant hos inspektören för infanteriet 1915–1916, blev major vid Svea livgarde 1916, var chef för första bataljonen vid regementet 1916–1918, förste lärare i fältmässig skjutning vid infanteriskjutskolan på Rosersberg 1917–1918 och chef för denna skola 1918–1921. 
af Klercker var kallad att som sakkunnig delta i utarbetande och omarbetning av skjutinstruktioner för gevär, karbin och pistol 1918–1920, var Kungl. Maj:ts ombud i skytteförbundens överstyrelse och verkställande utskott 1918–1921, chef för krigsskolan på Karlberg och ledamot av krigsundervisningskommissionen 1921–1926. Han blev överstelöjtnant i armén 1921, överstelöjtnant i Svea livgarde 1922, överste i armén 1926, var överadjutant hos konungen 1926–1934, överste och sekundchef för Göta livgarde 1926–1934, ordförande i Stockholms landstormsförbund 1926–1933, tjänstgörande kommendant i Stockholms garnison 1928–1934 samt generalmajor i generalitetets reserv 1934 och kabinettskammarherre samma år. Han invaldes som ledamot av Krigsvetenskapsakademien 1930.

## Familj
Tage af Klercker var son till majoren Ernst Fredrik af Klercker och i sitt äktenskap med statsfrun Märta af Klercker, född Boheman, far till Stig af Klercker och Bertil af Klercker. Han var genom sitt äktenskap svåger till Erik Boheman.